# Maxwehr
Das Maxwehr ist eine Wehranlage an der Isar im Stadtbereich von Landshut. An dem Stauwehr der Großen Isar wird Elektrizität in einem Wasserkraftwerk der Stadtwerke Landshut erzeugt.

## Geschichte
Ein Vorgängerbau wurde 1810 in der Isar vom Architekten Wiebeking errichtet. Das aus der zweiten Hälfte des 19. Jahrhunderts stammende Maxwehr wurde 1930 von den Stadtwerken Landshut übernommen und 1954–1956 nach Planung von Franz Hart mit einem neuen Wasserkraftwerk versehen.
Von Mai bis Oktober 2016 wurde das Kraftwerk renoviert. Unter anderem wurden die umlaufenden Gehwege saniert, Fenster und Türen erneuert und die Fassade sowie der Innenbereich der Generatorenhalle gestrichen. Das Flachdach bekam eine neue Notentwässerung. Die Kosten hierfür beliefen sich auf 750.000 Euro.

## Technische Daten
Pro Jahr werden durchschnittlich 30 Millionen Kilowattstunden Strom gewonnen. Damit können bei einem Durchschnittsverbrauch von 3.500 kWh Strom etwa 8.500 Haushalte mit Strom versorgt werden.

## Namensursprung
Bereits im 14. Jahrhundert hatte es an dieser Stelle ein Wehr gegeben, welches wegen des nahe gelegenen Kapuzinerklosters lange Zeit „Kapuzinerwehr“ hieß. Nachdem Bayern Königreich geworden war, sicherte  Maximilian I. Joseph von Bayern im Jahr 1810 den Bau eines neuen Wehres zu, welches zunächst Maximillianswöhr, später aber „Maxwehr“ hieß.